# Assemblée nationale (Sao Tomé-et-Principe)
Pour les autres articles nationaux ou selon les autres juridictions, voir Assemblée nationale.
XIIe législature
Assemblée constituante
Palais des congrès
L'Assemblée nationale (en portugais : Assembleia Nacional) est le parlement monocaméral de Sao Tomé-et-Principe. 
L'assemblée actuelle, formée à la suite des élections qui se sont tenues en septembre 2022 est composée de cinquante-cinq membres, dits « députés », élus au suffrage universel direct selon un mode de scrutin proportionnel pour un mandat de quatre ans.

## Système électoral
Les 55 députés de l'assemblée sont élus pour quatre ans au scrutin proportionnel plurinominal à listes bloquées dans sept circonscriptions.

## Dernière élection
|                            |                                                                                           |                                                                                           |         |       |      |        |               |  |  |
| Parti                      | Parti                                                                                     | Parti                                                                                     | Voix    | %     | +/-  | Sièges | +/-           |  |  |
|                            | Action démocratique indépendante (ADI)                                                    | Action démocratique indépendante (ADI)                                                    | 36 549  | 46,81 | 5,00 | 30     | 5             |  |  |
|                            | Mouvement pour la libération de Sao Tomé-et-Principe – Parti social-démocrate (MLSTP-PSD) | Mouvement pour la libération de Sao Tomé-et-Principe – Parti social-démocrate (MLSTP-PSD) | 25 531  | 32,70 | 7,62 | 18     | 5             |  |  |
|                            | Mouvement Basta                                                                           | Mouvement Basta                                                                           | 6 874   | 8,80  | Nv   | 2      | 2             |  |  |
|                            |                                                                                           | Mouvement des citoyens indépendants – Parti socialiste (MCI-PS)                           | 5 120   | 6,56  | 4,45 | 5      | 3             |  |  |
|                            | Parti de l'unité nationale (PUN)                                                          |                                                                                           | 5 120   | 6,56  | 4,45 | 5      | 3             |  |  |
| Total coalition MCI-PS-PUN |                                                                                           |                                                                                           | 5 120   | 6,56  | 4,45 | 5      | 3             |  |  |
|                            | Mouvement pour les forces de changement démocratique – Union libérale (MDFM-UL)           | Mouvement pour les forces de changement démocratique – Union libérale (MDFM-UL)           | 1 601   | 2,05  | N/a  | 0      | en stagnation |  |  |
|                            | Union des démocrates pour la citoyenneté et le développement (UDD)                        | Union des démocrates pour la citoyenneté et le développement (UDD)                        | 731     | 0,94  | N/a  | 0      | 1             |  |  |
|                            | Citoyens indépendants pour le développement de Sao Tomé-et-Principe (CID-STP)             | Citoyens indépendants pour le développement de Sao Tomé-et-Principe (CID-STP)             | 472     | 0,60  | Nv   | 0      | Nv            |  |  |
|                            | Mouvement uni pour le développement de Sao Tomé-et-Principe (MUDA-STP)                    | Mouvement uni pour le développement de Sao Tomé-et-Principe (MUDA-STP)                    | 389     | 0,50  | Nv   | 0      | Nv            |  |  |
|                            | Parti nouveau (PN)                                                                        | Parti nouveau (PN)                                                                        | 352     | 0,45  | Nv   | 0      | Nv            |  |  |
|                            | Mouvement social-démocrate – Parti vert de Sao Tomé-et-Principe (MSD-PVSTP)               | Mouvement social-démocrate – Parti vert de Sao Tomé-et-Principe (MSD-PVSTP)               | 271     | 0,35  | 0,29 | 0      | en stagnation |  |  |
|                            | Parti de tous les Santoméens (PTOS)                                                       | Parti de tous les Santoméens (PTOS)                                                       | 195     | 0,25  | 0,04 | 0      | en stagnation |  |  |
|                            |                                                                                           |                                                                                           |         |       |      |        |               |  |  |
| Suffrages exprimés         | Suffrages exprimés                                                                        | Suffrages exprimés                                                                        | 78 085  | 96,43 |      |        |               |  |  |
| Votes blancs               | Votes blancs                                                                              | Votes blancs                                                                              | 675     | 0,83  |      |        |               |  |  |
| Votes nuls                 | Votes nuls                                                                                | Votes nuls                                                                                | 2 214   | 2,75  |      |        |               |  |  |
| Total                      | Total                                                                                     | Total                                                                                     | 80 974  | 100   | -    | 55     | en stagnation |  |  |
| Abstentions                | Abstentions                                                                               | Abstentions                                                                               | 42 327  | 34,33 |      |        |               |  |  |
| Inscrits / participation   | Inscrits / participation                                                                  | Inscrits / participation                                                                  | 123 301 | 65,67 |      |        |               |  |  |

## Historique
| Parti politique                                                                           | Année électorale | Année électorale | Année électorale | Année électorale | Année électorale | Année électorale | Année électorale | Année électorale | Année électorale |
| Parti politique                                                                           | 1991             | 1994             | 1998             | 2002             | 2006             | 2010             | 2014             | 2018             | 2022             |
| ----------------------------------------------------------------------------------------- | ---------------- | ---------------- | ---------------- | ---------------- | ---------------- | ---------------- | ---------------- | ---------------- | ---------------- |
| Action démocratique indépendante (ADI)                                                    | –                | 14               | 16               | *                | 11               | 26               | 33               | 25               | 30               |
| Mouvement pour la libération de Sao Tomé-et-Principe – Parti social-démocrate (MLSTP-PSD) | 21               | 27               | 31               | 24               | 20               | 21               | 16               | 23               | 18               |
| Mouvement pour les forces de changement démocratique – Union libérale (MDFM-UL)           | –                | –                | –                | 23               | 23               | 1                | –                | 5                | –                |
| Parti de convergence démocratique (PCD)                                                   | 33               | 14               | 8                | 23               | 23               | 7                | 5                | 5                | 2                |
| Union des démocrates pour la citoyenneté et le développement (UDD)                        | –                | –                | –                | –                | –                | –                | 1                | 5                | –                |
| Coalition démocratique de l'opposition (CODO)                                             | 1                | –                | –                | *                | –                | –                | –                | –                | –                |
| Uê Kédadji (UK)                                                                           | –                | –                | –                | 8                | –                | –                | –                | –                | –                |
| Mouvement nouvelle voie (MNR)                                                             | –                | –                | –                | –                | 1                | –                | –                | –                | –                |
| Mouvement des citoyens indépendants – Parti socialiste (MCI-PS)                           | –                | –                | –                | –                | –                | –                | –                | 2                | 5                |
| Total                                                                                     | 55               | 55               | 55               | 55               | 55               | 55               | 55               | 55               | 55               |

* L'ADI et le CODO étaient membres de l'Uê Kédadji durant les élections de 2002.

## Liste des présidents

### Présidents de l'Assemblée constituante
- 1975-1975 : Nuno Xavier Daniel Dias
- 1975-1975 : Guilherme do Sacramento Neto

### Présidents de l'Assemblée nationale (depuis 1975)
| Titulaire | Titulaire         | Titulaire                 | Début du mandat   | Fin du mandat     | Parti | Parti            | Législature |
| --------- | ----------------- | ------------------------- | ----------------- | ----------------- | ----- | ---------------- | ----------- |
| 1         |                   | Leonel Mário d'Alva       | 12 décembre 1975  | 12 mai 1980       |       | MLSTP            | Ire         |
| 2         |                   | Alda do Espírito Santo    | 12 mai 1980       | 30 septembre 1985 | IIe   | MLSTP            |             |
| 2         | 30 septembre 1985 | Alda do Espírito Santo    | 2 mars 1991       | IIIe              |       | MLSTP            |             |
| (1)       |                   | Leonel Mário d'Alva       | 2 mars 1991       | 16 novembre 1994  |       | PCD-GR           | IVe         |
| 3         |                   | Francisco Fortunato Pires | 16 novembre 1994  | 2 janvier 1999    |       | MLSTP-PSD        | Ve          |
| 3         | 2 janvier 1999    | Francisco Fortunato Pires | 18 janvier 2002   | VIe               |       | MLSTP-PSD        |             |
| 4         |                   | Dionísio Dias             | 18 avril 2002     | 18 février 2006   | VIIe  | MLSTP-PSD        |             |
| 5         |                   | Francisco da Silva        | 18 mai 2006       | 14 avril 2010     |       | MDFM-PCD         | VIIIe       |
| 6         |                   | Arzemiro dos Prazeres     | 6 mai 2010        | 11 septembre 2010 |       | MDFM-PCD         | VIIIe       |
| 7         |                   | Evaristo Carvalho         | 11 septembre 2010 | 26 novembre 2012  |       | ADI              | IXe         |
| 8         |                   | Alcino Pinto              | 28 novembre 2012  | 22 novembre 2014  |       | MLSTP-PSD        | IXe         |
| 9         |                   | José da Graça Diogo       | 26 novembre 2014  | 22 novembre 2018  |       | ADI              | Xe          |
| 10        |                   | Delfim Neves              | 22 novembre 2018  | 7 novembre 2022   |       | PCD Basta (2022) | XIe         |
| 11        |                   | Celmira Sacramento        | 8 novembre 2022   | en cours          |       | ADI              | XIIe        |